# 馬橋駅

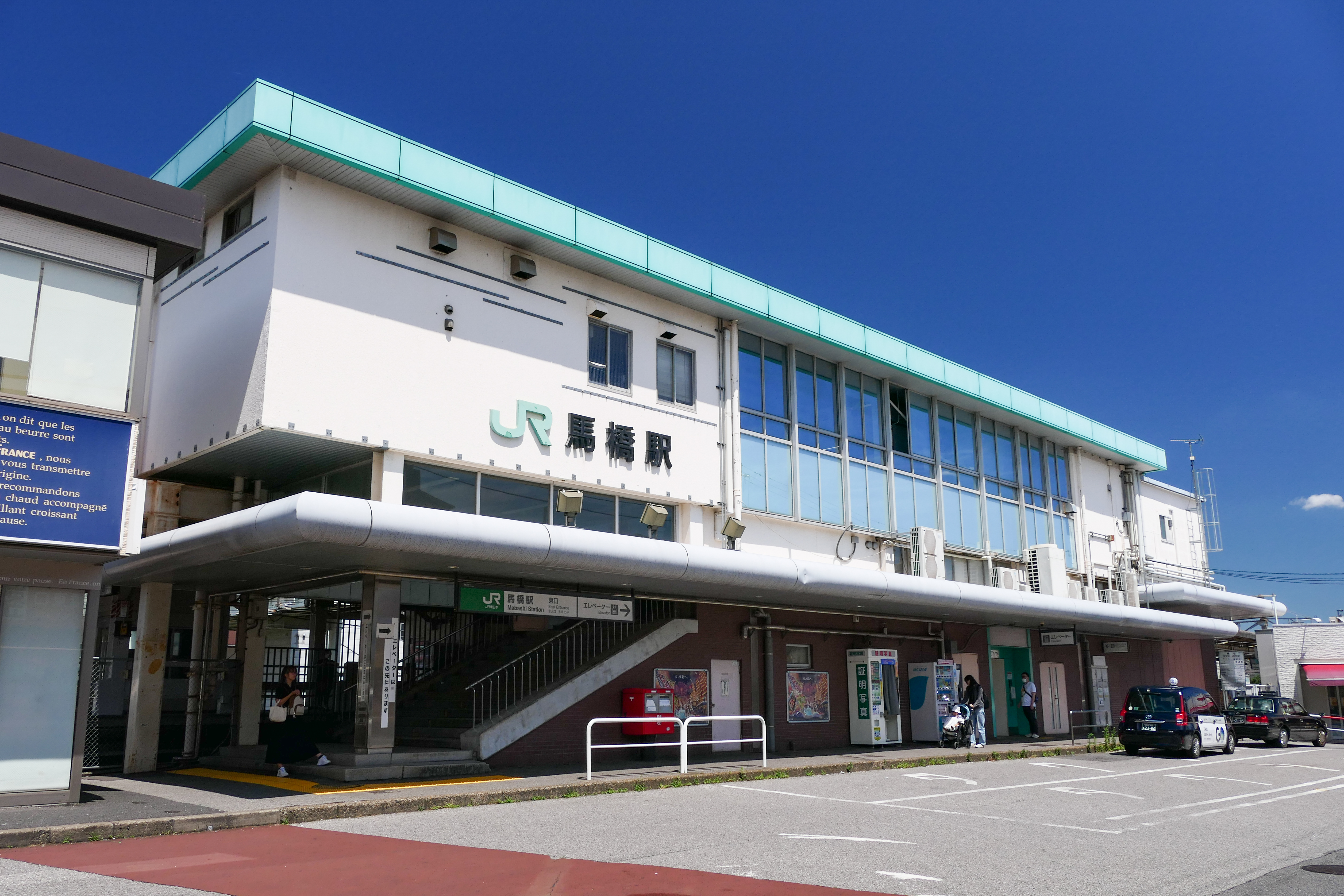
東口（2023年7月）

馬橋駅（まばしえき）は、千葉県松戸市馬橋にある、東日本旅客鉄道（JR東日本）・流鉄の駅である。

## 概要

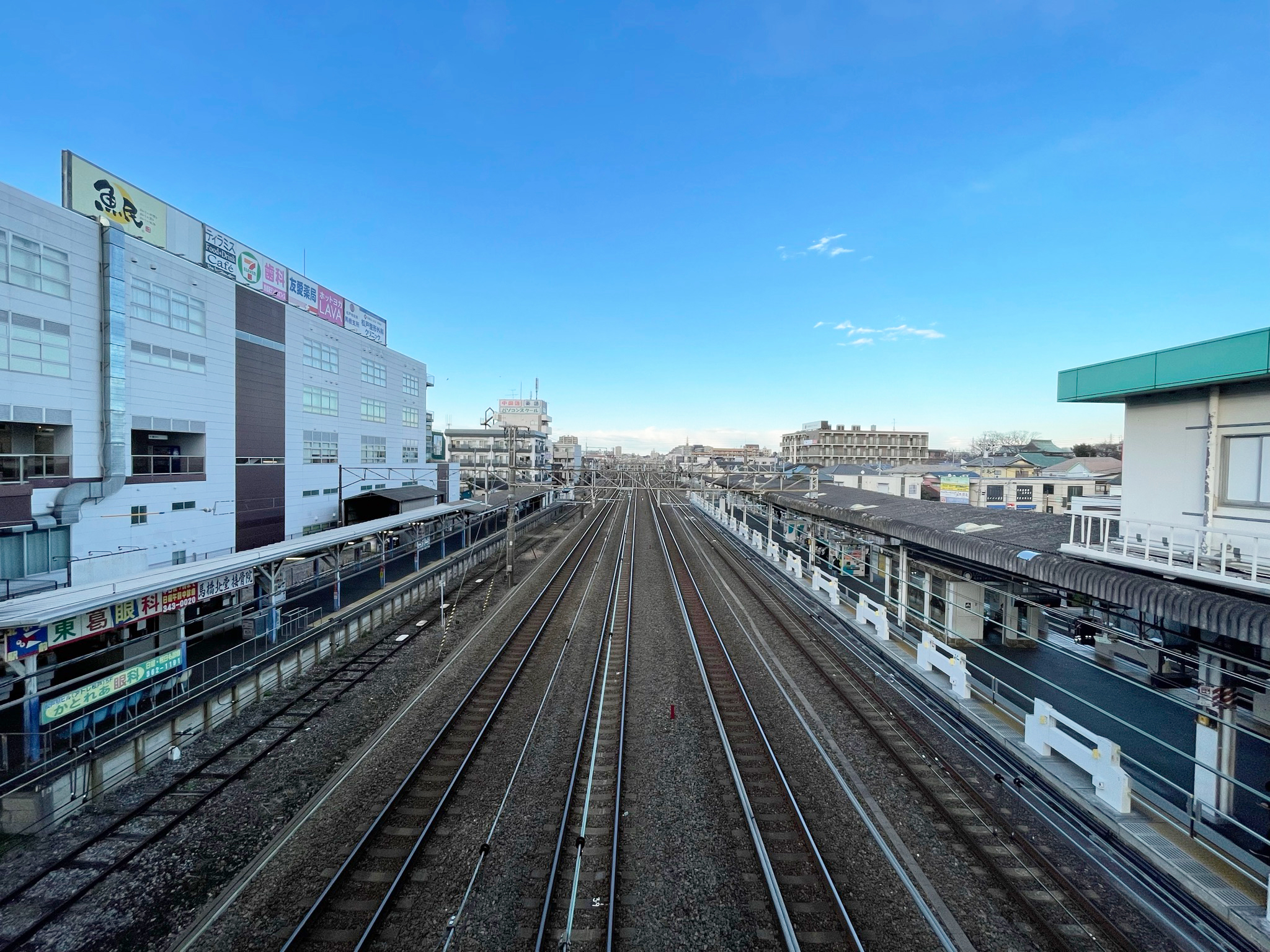
流鉄（左）とJRの駅ホーム（2021年12月）

当駅は東日本旅客鉄道（JR東日本）の常磐線を走行する常磐緩行線、武蔵野線（馬橋支線）、流鉄の流鉄流山線の2社3路線が乗り入れ、接続駅となっている。ただし武蔵野線（馬橋支線）にはホームが無いため、旅客の乗降は不可能である。
駅開業時の地平駅舎は東側にあり、現在の東口側は駅開業以来の古い商店街が存在する。間宿があった旧水戸街道にもほど近い市街地である。対照的に駅西側は西口出口開設後の住宅街である。
西口側は、新坂川を渡る歩道橋にのみつながっていて、川向こうに西口広場や駅前駐輪場がある。東口および西口の徒歩10分以内は概ね住宅地であり、商店やスーパーマーケットなどが点在する。また1990年代より中層のマンションが目立つようになった。
駅北東には臨済宗大徳寺派の寺院「万満寺」があり、鎌倉時代作の金剛力士像は旧国宝・現重要文化財に登録され「仁王さまの股くぐり」で知られる。駅南西には、北松戸工業団地の北端部がある。
2011年5月6日、西口に建設された駅ビル「馬橋ステーションモール」が開業した。

## 乗り入れ路線
- 東日本旅客鉄道
  - 常磐線（ 常磐緩行線）　快速・特別快速・特急等は通過
- 日本貨物鉄道（第二種鉄道事業者）
  - 武蔵野線（馬橋支線）
- 流鉄
  -  流山線

## 歴史

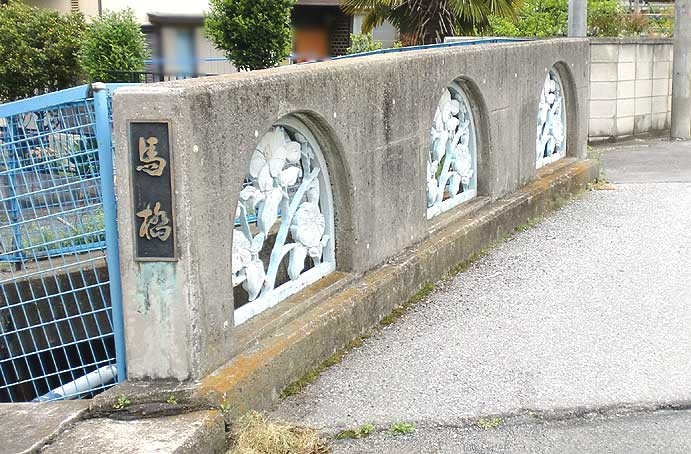
地名の由来である「馬橋」

- 1898年（明治31年）8月6日：日本鉄道土浦線の駅が開業[2]。
- 1906年（明治39年）11月1日：買収により国有化される[2]。
- 1909年（明治42年）10月12日：線路名称制定により常磐線の所属となる。
- 1916年（大正5年）3月14日：流山線開業[3]。
- 1949年（昭和24年）6月1日：日本国有鉄道発足。
- 1967年（昭和42年）10月1日：日立製作所専用線開設。
- 1970年（昭和45年）8月25日：橋上駅舎化[4]。
- 1971年（昭和46年）
  - 4月20日：国鉄線綾瀬 - 我孫子間複々線化に伴い、貨物扱いを廃止（北松戸駅に移転）。
  - 5月：国鉄・流鉄共同使用を解消（改札分離）
- 1985年（昭和60年）3月14日：国鉄の荷物扱い廃止[2]。
- 1986年（昭和61年）11月1日：国鉄の貨物の取り扱いを廃止[2]。
- 1987年（昭和62年）4月1日：国鉄分割民営化に伴い、国鉄の駅は東日本旅客鉄道（JR東日本）の駅となる[2]。
- 1992年（平成4年）6月4日：JR東日本で自動改札機の使用を開始する[5]。
- 2001年（平成13年）11月18日：JR東日本でICカード「Suica」の利用が可能となる[広報 1]。
- 2006年（平成18年）5月：みどりの窓口が廃止され、指定席券売機を設置[6]。
- 2021年（令和3年）7月4日：JR東日本でスマートホームドアの使用を開始[7][8]。常磐線でのホームドア導入は当駅が初である。

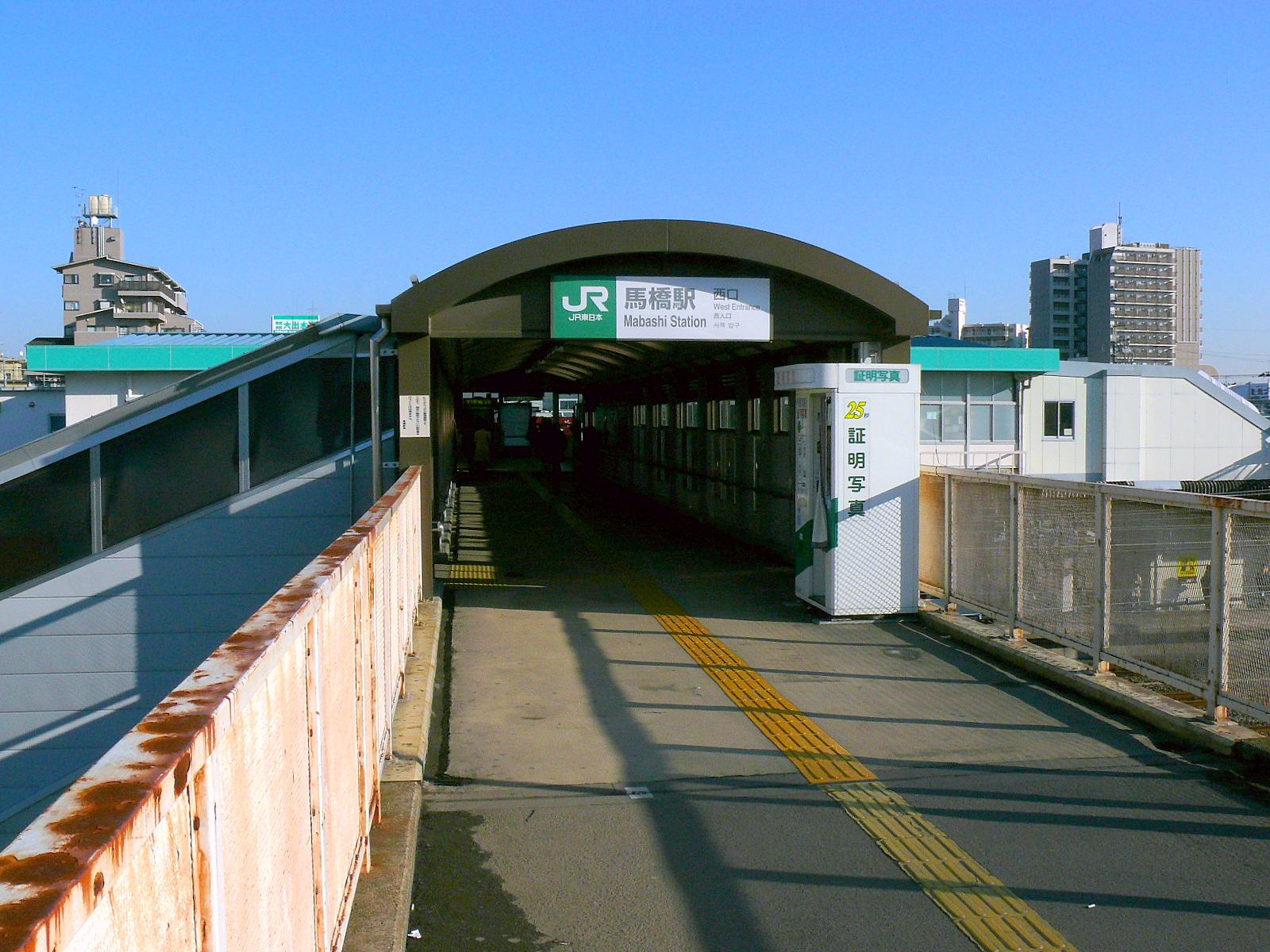
駅ビル竣工前の西口（2008年12月）
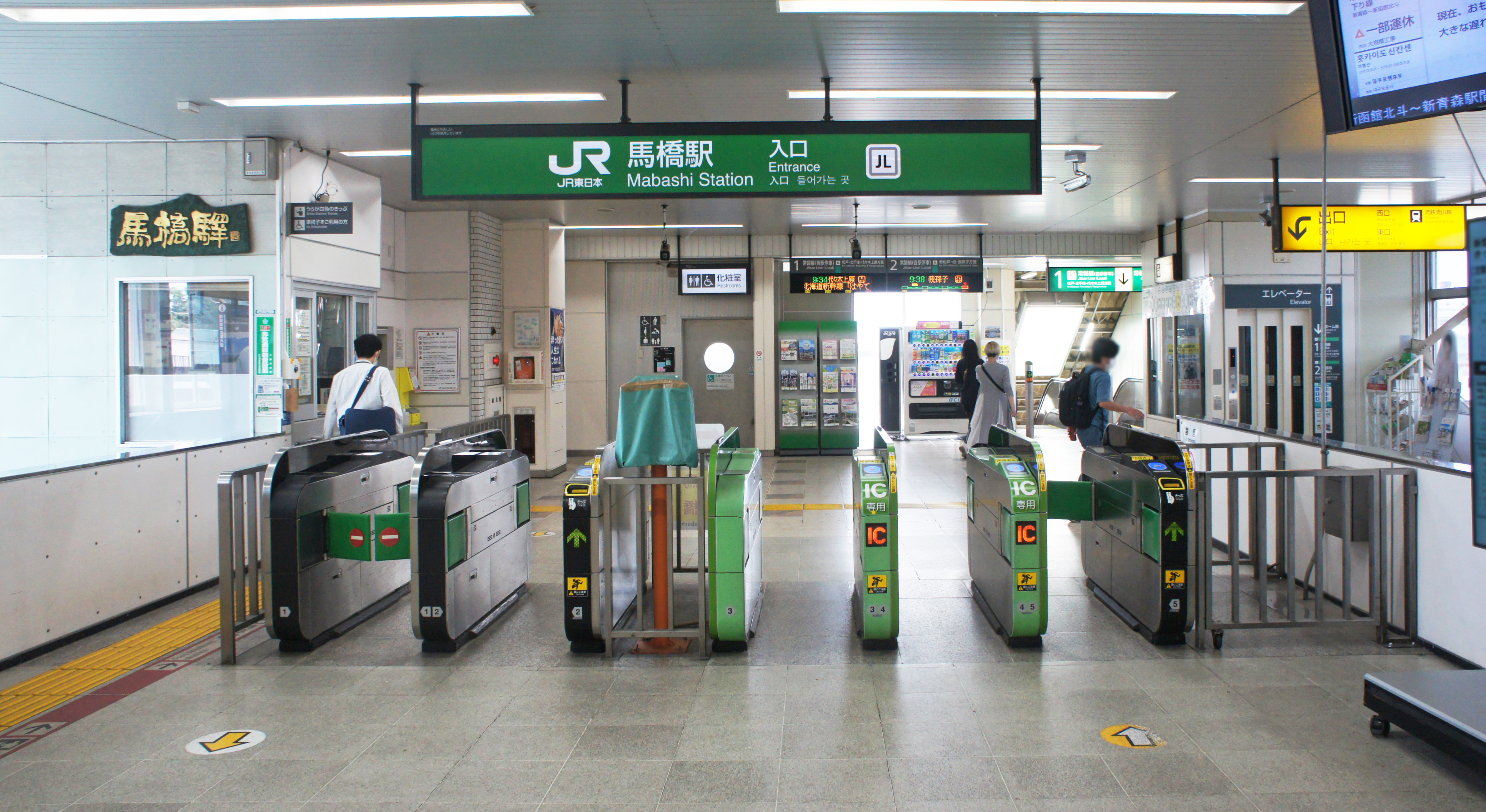
JR改札口（2021年5月）※中央の袋で覆われている機器は乗車駅証明書発行機
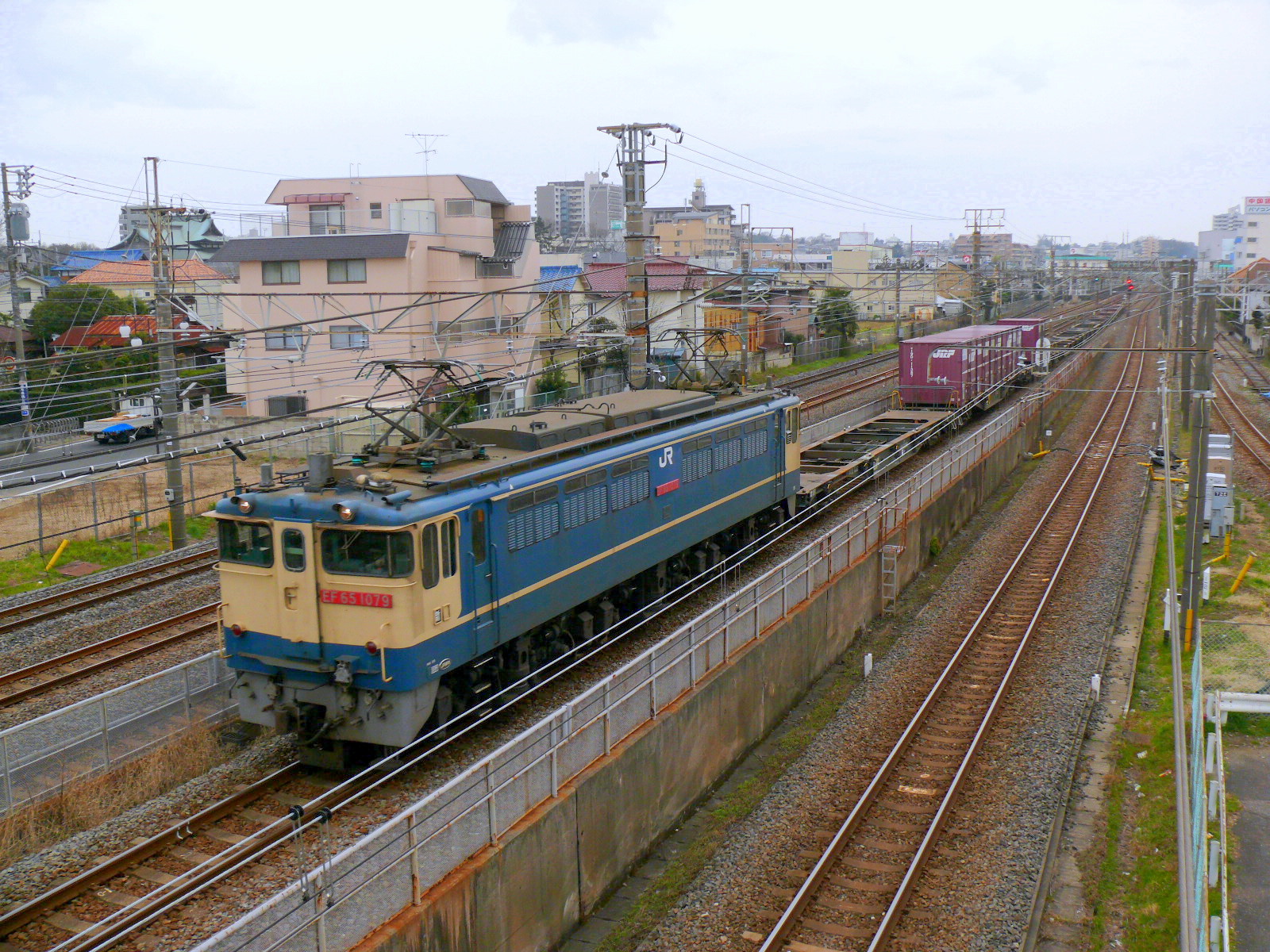
馬橋支線南流山方面へ向かう貨物列車（2009年3月）
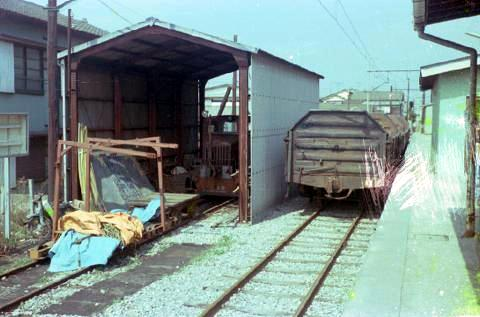
貨車の無蓋車が留置（1977年3月）※ホーム側は現在の2番線
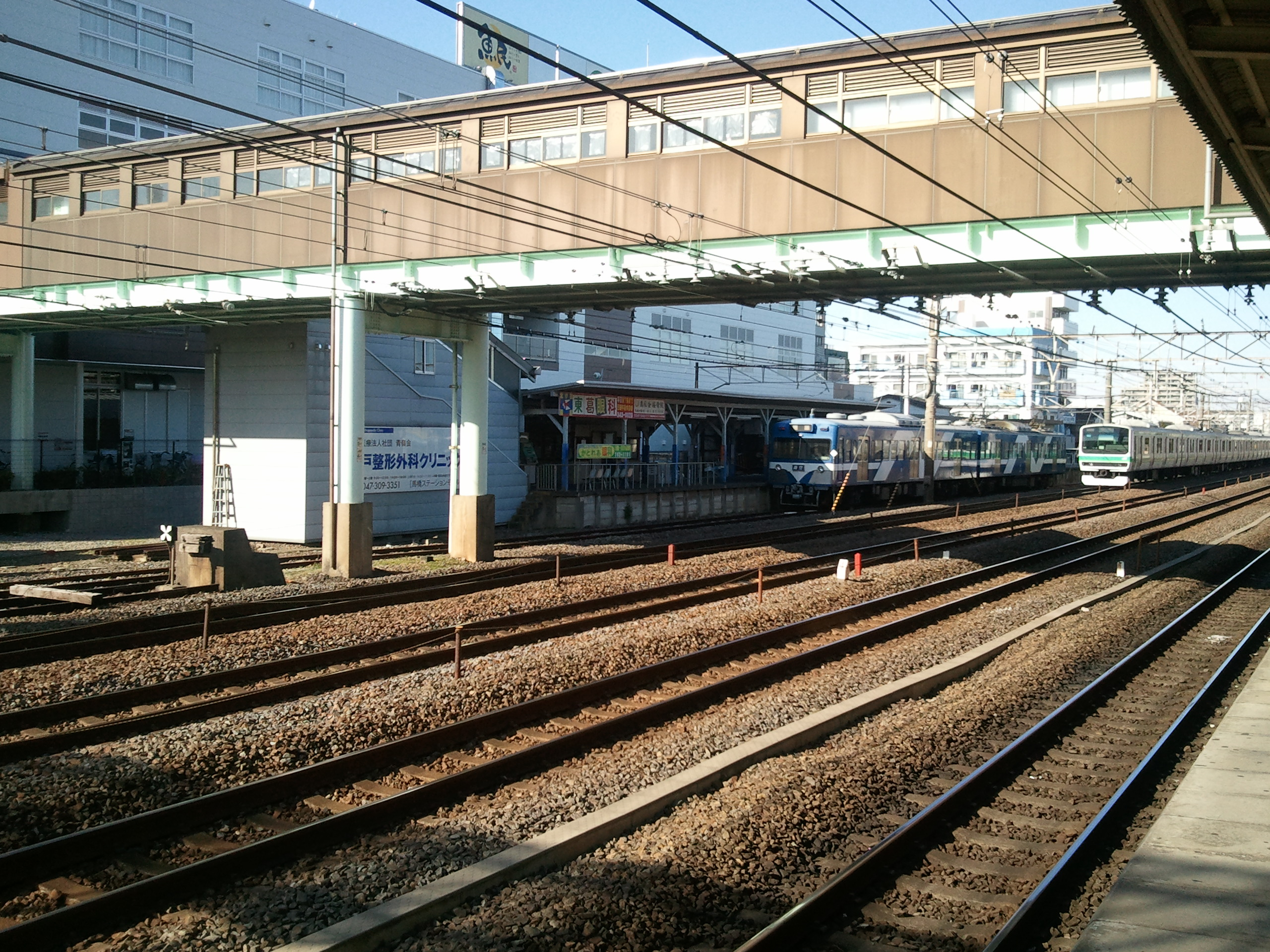
流鉄とJRの列車（2012年2月）※三複線のように並ぶ両社線の線路はホーム共用の名残、小ぶりな跨線橋も改札内通路の名残

## 駅構造
JR駅舎の真下にある出口は東口である。橋上駅舎と跨線橋により改札外でつながる東西の出口にはJR東日本のロゴしかないものの、どちらの会社線に乗降する際も使え、流山線階段上に「流山線」と表記された案内標識がある。一方、出改札口は両社別でJRは橋上駅舎、流鉄はホーム上に存在する。両社間に連絡改札口は存在しないため、乗り換えの際は一度改札外に出る必要がある。流山線階段上に設置されているスピーカーは、その場所にもかかわらずJR線の遅延案内放送に使われる。

### JR東日本
松戸統括センター（松戸駅）が管理し、JR東日本ステーションサービスが受託する業務委託駅である。お客さまサポートコールシステムが導入されており、早朝はインターホンによる案内となる。緩行線のみに島式ホーム1面2線を持つ地上駅で橋上駅舎を有する。2021年（令和3年）7月4日に、常磐線では初めて可動式ホーム柵が導入された。自動券売機、多機能券売機、指定席券売機、自動改札機、乗車駅証明書発行機が設置されている。このほか、駅舎内にトイレ・エスカレーター・エレベーター・待合室がある。また、駅舎と東口（駅舎内）と西口（通路先駅前広場）にエレベーターがある（西口には公衆トイレあり）。
JR橋上駅舎と流鉄ホーム階段、西口歩道橋を結ぶ跨線橋は、1971年5月まで現在の流鉄線ホームも使用していた関係で設けられていた改札内跨線橋を一部転用したものである。共同使用解消後に改札外通路となり（改札分離）、西口歩道橋と接続するようになった。この関係で構造上流鉄連絡改札口設置が困難となっている（ただし、西口への通路はJRが管理している）。
当駅複々線時には、西側に総武流山鉄道（現・流鉄）が存在していたため、旧駅舎のない西側に線路を増設できず、主に東口側に線路を増設することとなった。東口の駅前が狭いのはその名残であり、路線バスは駅から5分ほど歩いた「馬橋駅入口」バス停までの徒歩移動を余儀なくされている（後述の馬橋支所の移転によるバス停の移転で歩く距離がさらに50mほど伸びている）。新設の西口ロータリーは広々としているが、渋滞する国道6号線及び、常磐線を渡る陸橋（長津橋）及び、取付道路の混雑による所要時間の増大が見込まれるため、西口側には乗り入れない。現在乗り入れているバスは、新京成バス（馬2系統）と一日数本の京成バス（松73.74系統）のみである（松73.74系統の新松戸駅行は廃止）。なお、地上時代の馬橋駅の跡地は現在の保線用留置線付近である。

#### のりば
| 番線 | 路線               | 方向 | 行先                         |
| ---- | ------------------ | ---- | ---------------------------- |
| 1    | 常磐線（各駅停車） | 上り | 松戸・北千住・代々木上原方面 |
| 2    | 常磐線（各駅停車） | 下り | 新松戸・柏・我孫子方面       |

（出典：JR東日本:駅構内図）
- 1971年5月の共同使用解消まで下り線（後の快速線下り線）は現在の流鉄1番線を使用していた。

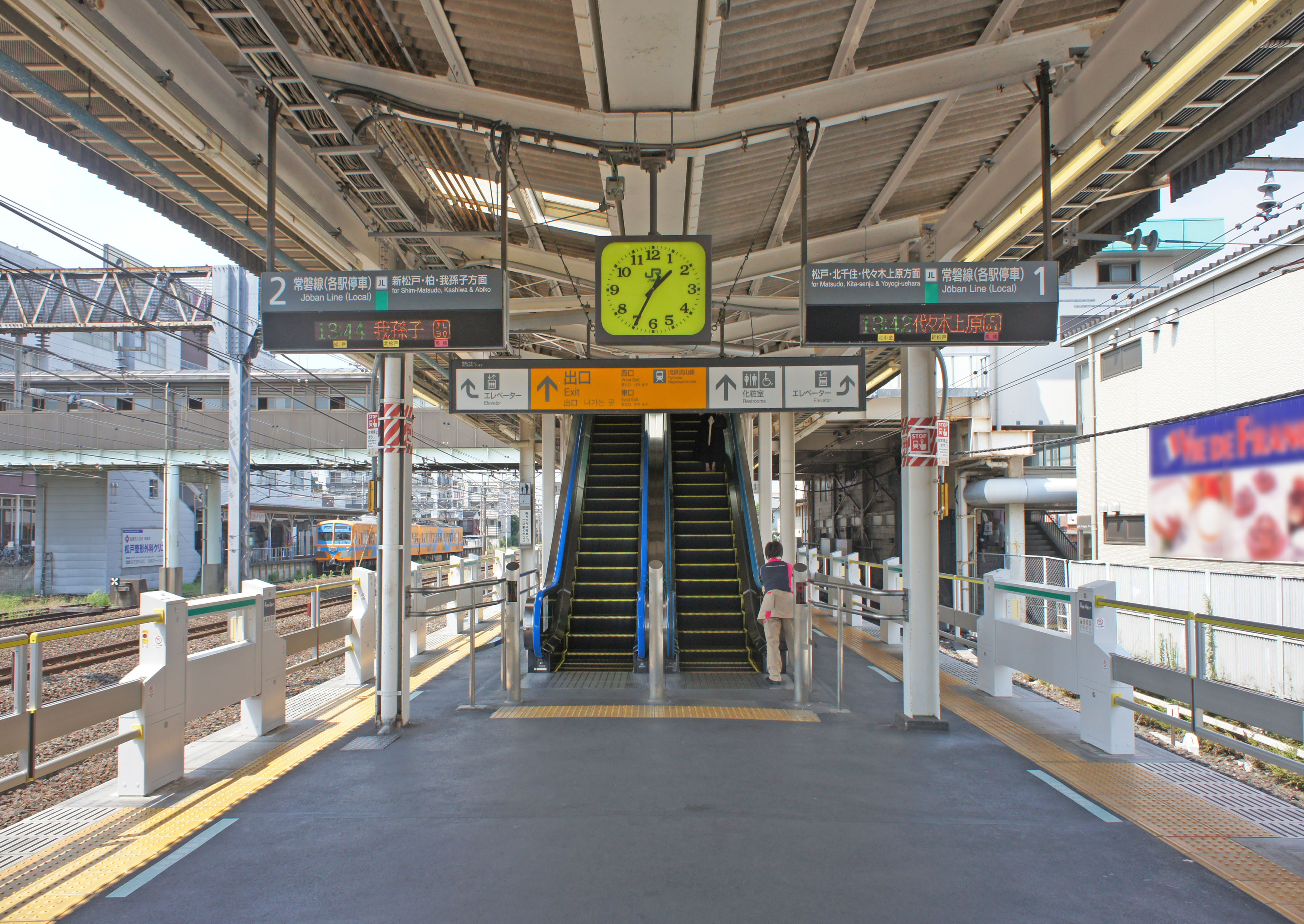
駅ホーム（2022年7月）
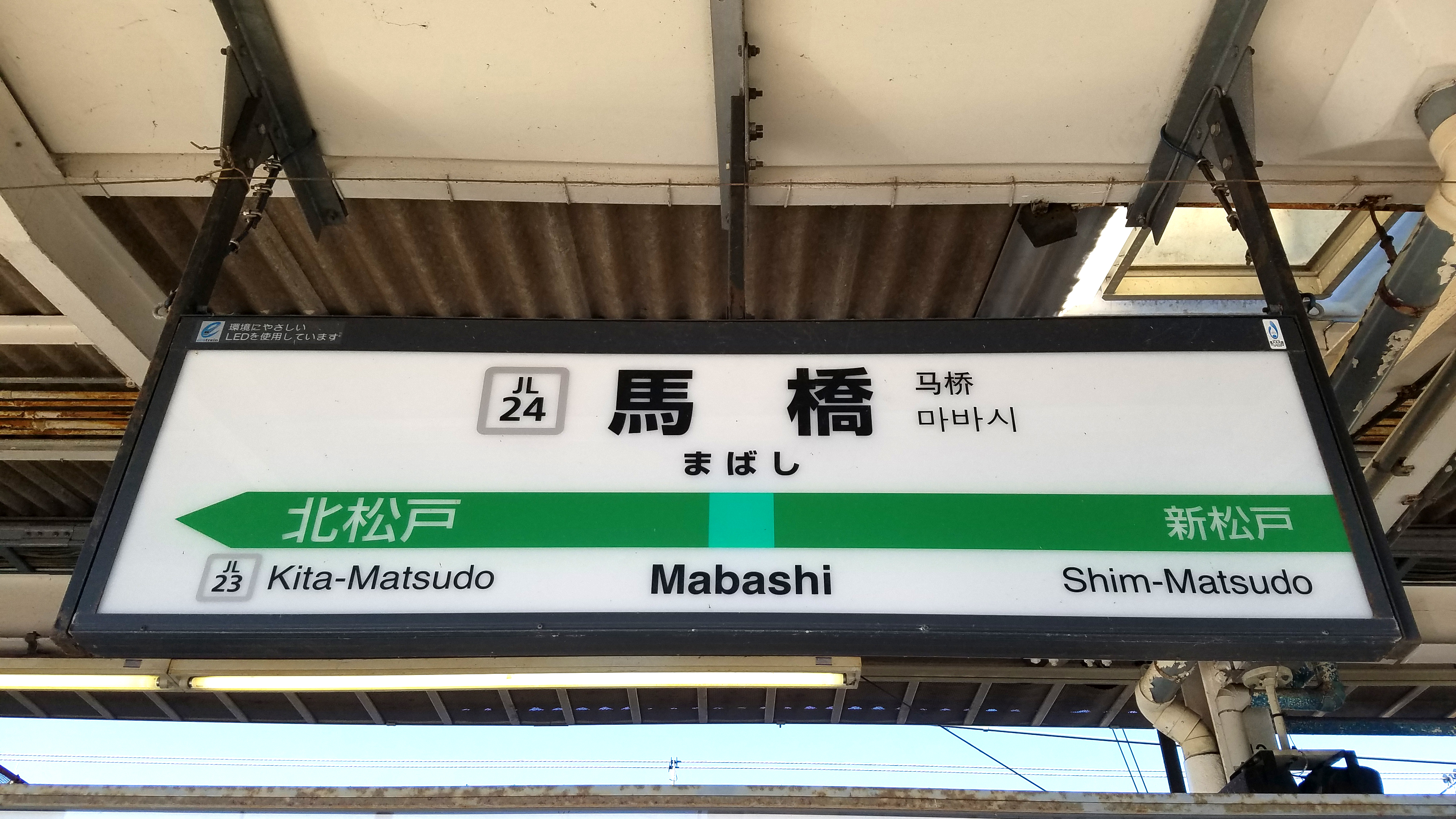
駅名標（2021年1月）

### 流鉄
島式ホーム1面2線を持つ地上駅（2番線はレールの錆取りや新車搬入等で1番線が使えない時に使う臨時ホーム）。ホーム上に自動券売機・改札口・駅事務室（券売・出札窓口）・待合室（改札内）があり、流山方のホーム先にトイレがある。なお、流山線ではどの駅でも改札が省略される。東京駅から最も近いICカード非対応駅である。また、階段を使わないとホームに行けないため、当駅からは車椅子や足の不自由な人の利用は困難である（流鉄の駅では小金城趾駅も階段のみでしか入れない）。
発車ベルは東京近郊の鉄道としては数少ない「ジリジリ」と鳴る電磁タイプを使用している。装置は流山線入口付近にあり、音量が大きい。
待合室内には、かつて総武流山電鉄→流鉄時代に活躍していた車両の写真が飾られている。また、幸谷寄りには流山市の観光案内図が設置されている。

#### のりば
| 番線 | 路線   | 行先     | 備考                          |
| ---- | ------ | -------- | ----------------------------- |
| 1    | 流山線 | 流山方面 | 通常時は1番線のみ使用         |
| 2    | 流山線 | 流山方面 | 1番線が使用不可の時などに使用 |

- かつては共同使用ホームであり、現在の1番線はかつて国鉄（現JR）常磐線の下り線（水戸方面）であった。

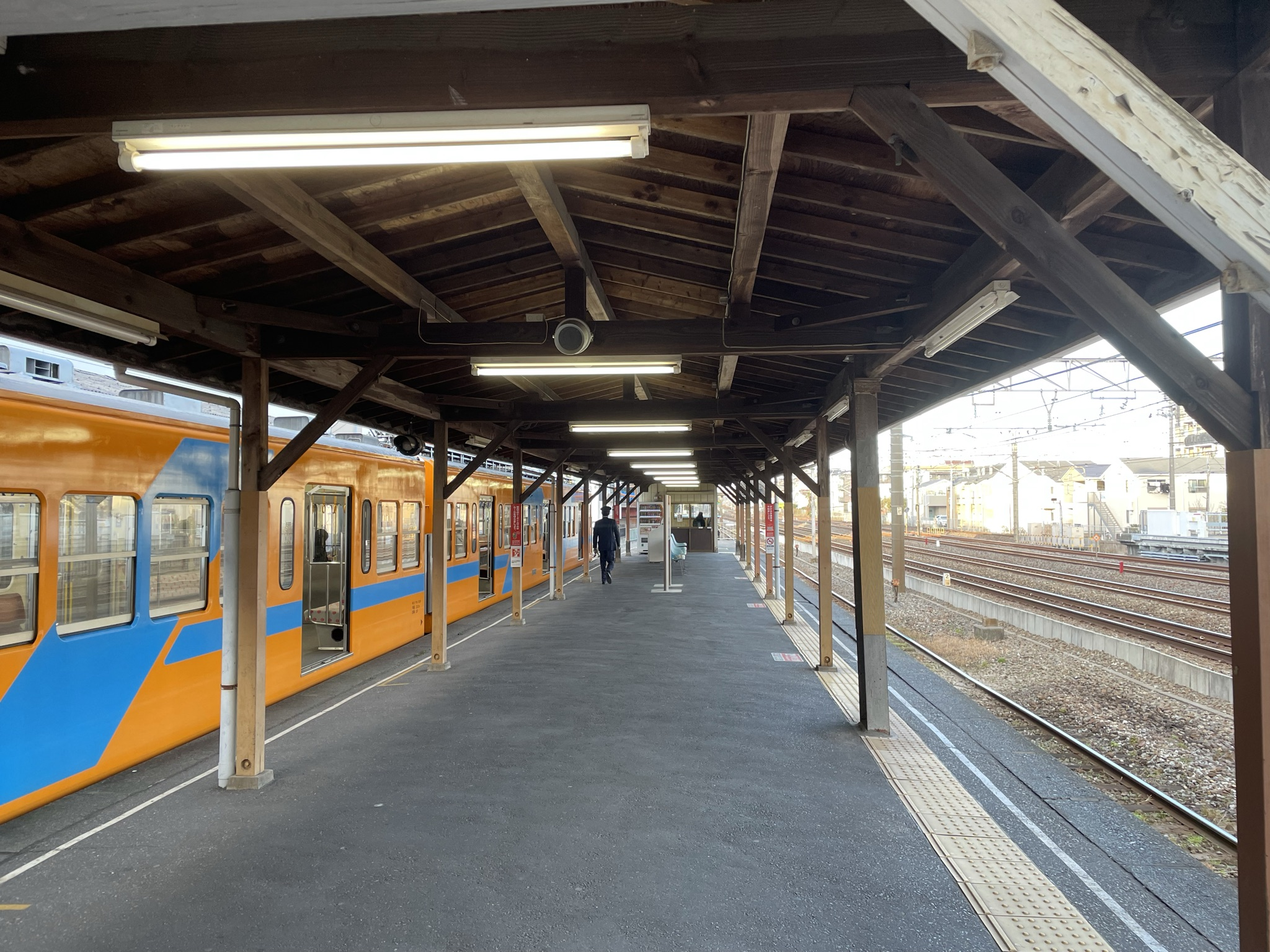
木材を多用した駅ホーム（2021年12月）
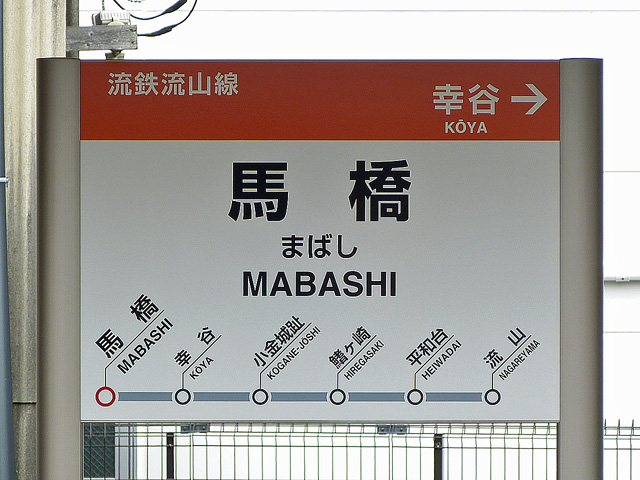
駅名標（2016年7月）

### 駅舎内の施設（駅ナカ・駅ビル）
駅ナカ商業施設として、西口側に駅ビル「馬橋ステーションモール」がある。地上1階から5階の複合施設である。
当駅改札と同フロアが地上3階であり、医療機関（歯科医院、整形外科）、コンビニエンスストア、薬局、保育園、居酒屋 、カフェ、 ヨガスタジオなどの専門店を有する。
2階部分は月極めの公営駐輪場（収容台数315台）、4階部分には松戸市役所馬橋支所がある。なお、1階の南側に小規模なロータリーが存在する。また、5階に存在する整形外科分院と本院との間の連絡バスは当モール1階の居酒屋前から発車する。
- 改札外
  - 馬橋ステーションモール（設計・建設は）[奥村組]
    - 1階に居酒屋、保育園、2階に駐輪場、3階（連絡通路階）に歯科医院、薬局、コンビニエンスストア、カフェ、4階にヨガスタジオ、市役所支所、5階に背系外科分院 を有する複合施設（地上1階～5階）
      - トイレは2階以外のB棟側（北側）に、シャワー付バリアフリートイレがある。（8:00-20:00）。一般トイレは各地テナント内にある、
      - エレベーターはA棟（南側テナント用）かま1台、B棟（北側テナント用が2台。A棟テナントへは非常時以外は階段では到達できない
      - 馬橋支所の駐車場は「タイムズ馬橋駐車場」、駐輪場は「千葉樫駐輪場」（注・「千葉貸し」ではない）となっている。これは東口側に存在した、旧「馬橋支所」（現在は松戸新京成バスの馬橋駅入口バスターミナルとなっている）の移転に際した地元との合意事項によるものである。

  - NewDays
  - VIEW ALTTE
  - 指定席券売機

## 饋電線の接続
流鉄はかつて日本国有鉄道（国鉄）及びJR東日本から買電していた経緯から、JRの架線とき電接続されており、現在でも流鉄の変電所が機能しなくなった時の非常用として使われている。

## 貨物取扱
臨時車扱貨物を取り扱っており、流鉄の新車を搬入するために使われる。このため、日暮里方で流鉄線とJR常磐線快速下り線の線路が接続されている。次の順番に繰り返し転線、方向転換する形で入換を行う。
- JR武蔵野線馬橋支線 - JR常磐快速線下り線 - 流山線引上線 - 流山線1番線

現在のJR常磐線の複々線化までは、貨物の取り扱いが行われていた。

## 利用状況
- JR東日本 - 2023年度（令和5年度）の1日平均乗車人員は23,022人である。
近年は減少傾向にあり、現在は松戸市内の常磐線の駅の中では松戸駅、新松戸駅に次いで3番目である。単独駅の北小金駅とは年によっては抜かれる場合もある。
- 流鉄 - 2019年度（令和元年度）の1日平均乗車人員は1,500人である。
流鉄6駅の中では幸谷駅に次いで2番目に利用者が多い駅である。

JR東日本および千葉県統計年鑑によると、1990年度（平成2年度）以降の1日平均乗車人員の推移は以下の通りである。
| 年度               | JR東日本 | 総武流山電鉄 / 流鉄 | 出典     |
| ------------------ | -------- | ------------------- | -------- |
| 1990年（平成02年） | 28,363   | 3,882               | [ * 1 ]  |
| 1991年（平成03年） | 28,656   | 3,877               | [ * 2 ]  |
| 1992年（平成04年） | 29,193   | 3,879               | [ * 3 ]  |
| 1993年（平成05年） | 29,364   | 3,942               | [ * 4 ]  |
| 1994年（平成06年） | 28,892   | 3,773               | [ * 5 ]  |
| 1995年（平成07年） | 28,723   | 3,601               | [ * 6 ]  |
| 1996年（平成08年） | 28,546   | 3,530               | [ * 7 ]  |
| 1997年（平成09年） | 28,182   | 3,468               | [ * 8 ]  |
| 1998年（平成10年） | 27,730   | 3,411               | [ * 9 ]  |
| 1999年（平成11年） | 27,434   | 3,277               | [ * 10 ] |
| 2000年（平成12年） | 27,363   | 3,146               | [ * 11 ] |
| 2001年（平成13年） | 27,310   | 3,141               | [ * 12 ] |
| 2002年（平成14年） | 27,004   | 3,059               | [ * 13 ] |
| 2003年（平成15年） | 26,907   | 3,018               | [ * 14 ] |
| 2004年（平成16年） | 26,692   | 2,892               | [ * 15 ] |
| 2005年（平成17年） | 25,946   | 2,274               | [ * 16 ] |
| 2006年（平成18年） | 25,078   | 1,781               | [ * 17 ] |
| 2007年（平成19年） | 24,934   | 1,669               | [ * 18 ] |
| 2008年（平成20年） | 24,929   | 1,626               | [ * 19 ] |
| 2009年（平成21年） | 24,533   | 1,553               | [ * 20 ] |
| 2010年（平成22年） | 24,387   | 1,492               | [ * 21 ] |
| 2011年（平成23年） | 24,325   | 1,448               | [ * 22 ] |
| 2012年（平成24年） | 24,256   | 1,456               | [ * 23 ] |
| 2013年（平成25年） | 24,604   | 1,467               | [ * 24 ] |
| 2014年（平成26年） | 24,350   | 1,407               | [ * 25 ] |
| 2015年（平成27年） | 24,981   | 1,451               | [ * 26 ] |
| 2016年（平成28年） | 25,246   | 1,449               | [ * 27 ] |
| 2017年（平成29年） | 25,603   | 1,490               | [ * 28 ] |
| 2018年（平成30年） | 25,780   | 1,525               | [ * 29 ] |
| 2019年（令和元年） | 25,675   | 1,500               | [ * 30 ] |
| 2020年（令和02年） | 20,210   |                     |          |
| 2021年（令和03年） | 20,900   |                     |          |
| 2022年（令和04年） | 22,116   |                     |          |
| 2023年（令和05年） | 23,022   |                     |          |

## 駅周辺

### 東口
- 国道6号
- 駅前広場
  - タクシー乗り場
  - 松戸東警察署馬橋駅前交番

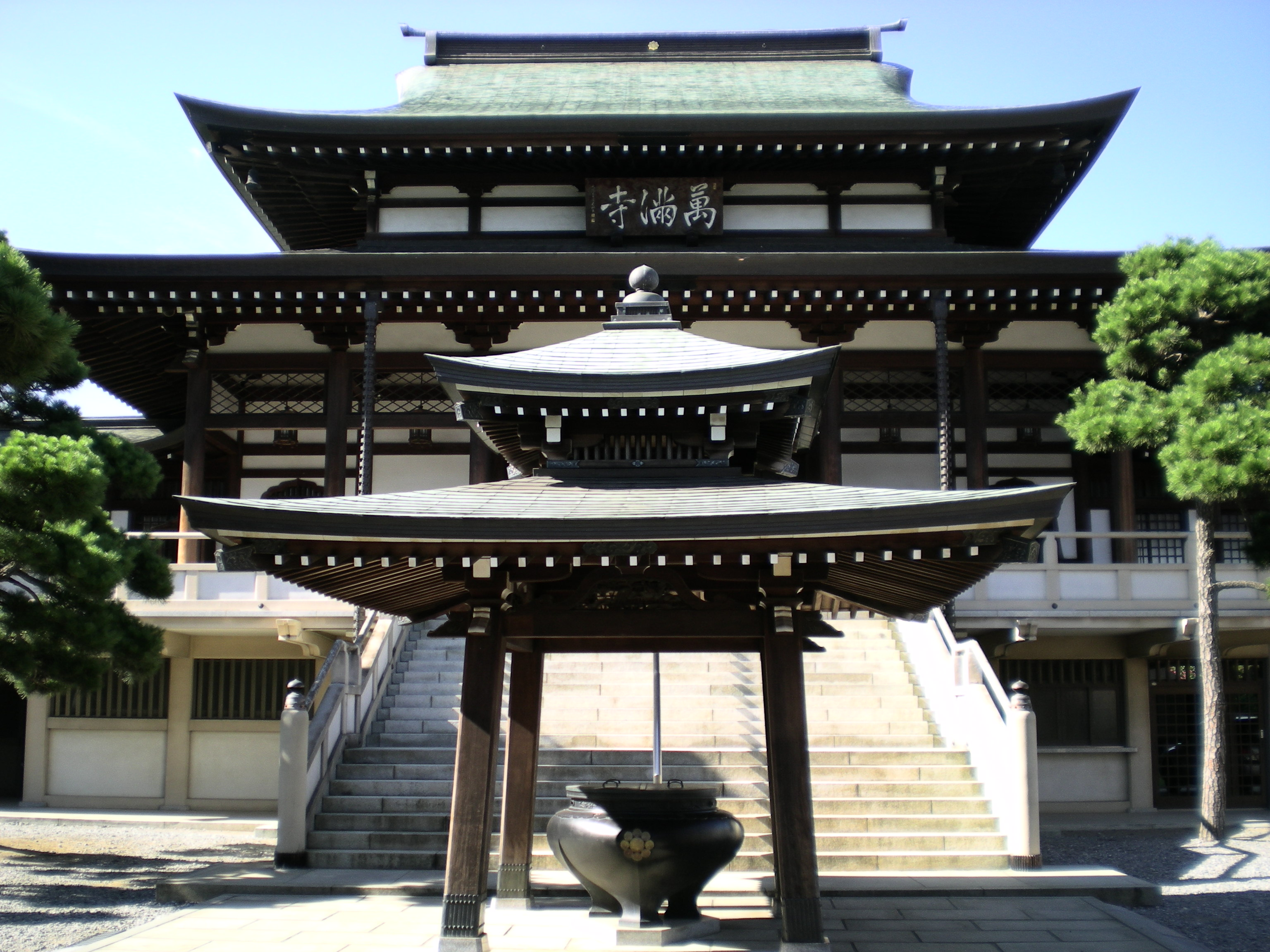
万満寺（旧国宝、現重要文化財仁王像、「仁王の股くぐり」が有名）
- 馬橋駅入口バス停留所
- 馬橋郵便局
- 千葉銀行馬橋支店
- 松戸市馬橋東市民センター
  - 松戸市立図書館 馬橋東分館
- 大川病院（現・大川レデイースクリニック）
- マツモトキヨシ馬橋駅東口店
- 馬橋（地名の由来となった橋）
- コモディイイダ馬橋店
- クリエイト馬橋店

- 法王山万満寺

### 西口
- 馬橋ステーションモール
  - 松戸市役所馬橋支所
- 都機工
- 松戸馬橋西郵便局
- 朝日信用金庫馬橋支店
- 馬橋消防署
- 松戸市馬橋市民センター
  - 松戸市立図書館馬橋分館
- 東武ストア馬橋店
- ビッグ・エー松戸西馬橋相川町店
- くすりの福太郎馬橋店
- マツモトキヨシ
- ウエルシア薬局馬橋店

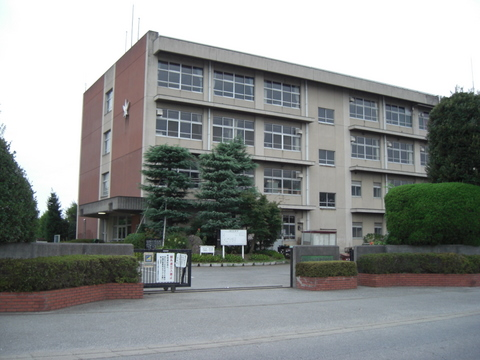
千葉県立松戸馬橋高等学校
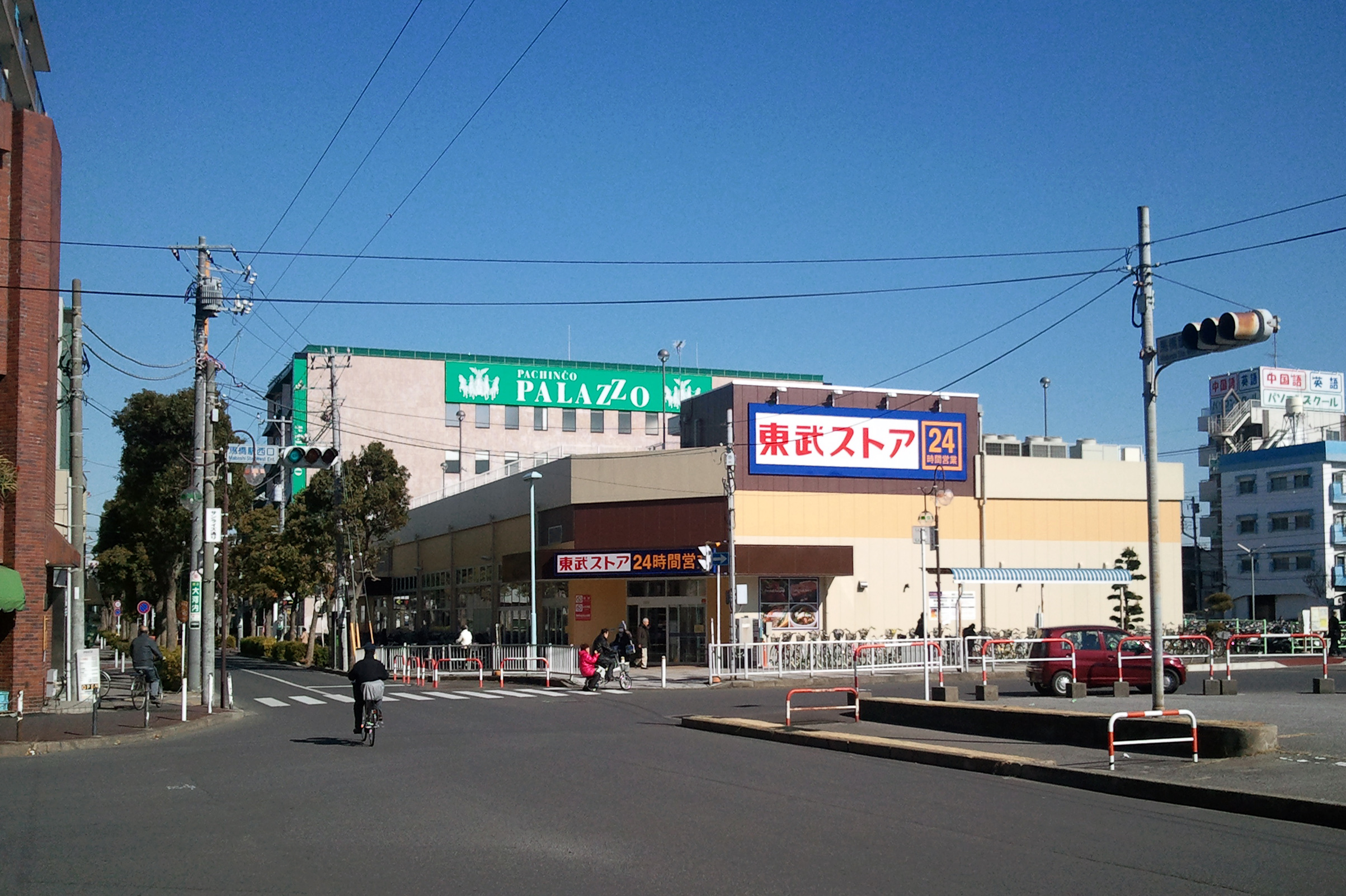
東武ストア馬橋店
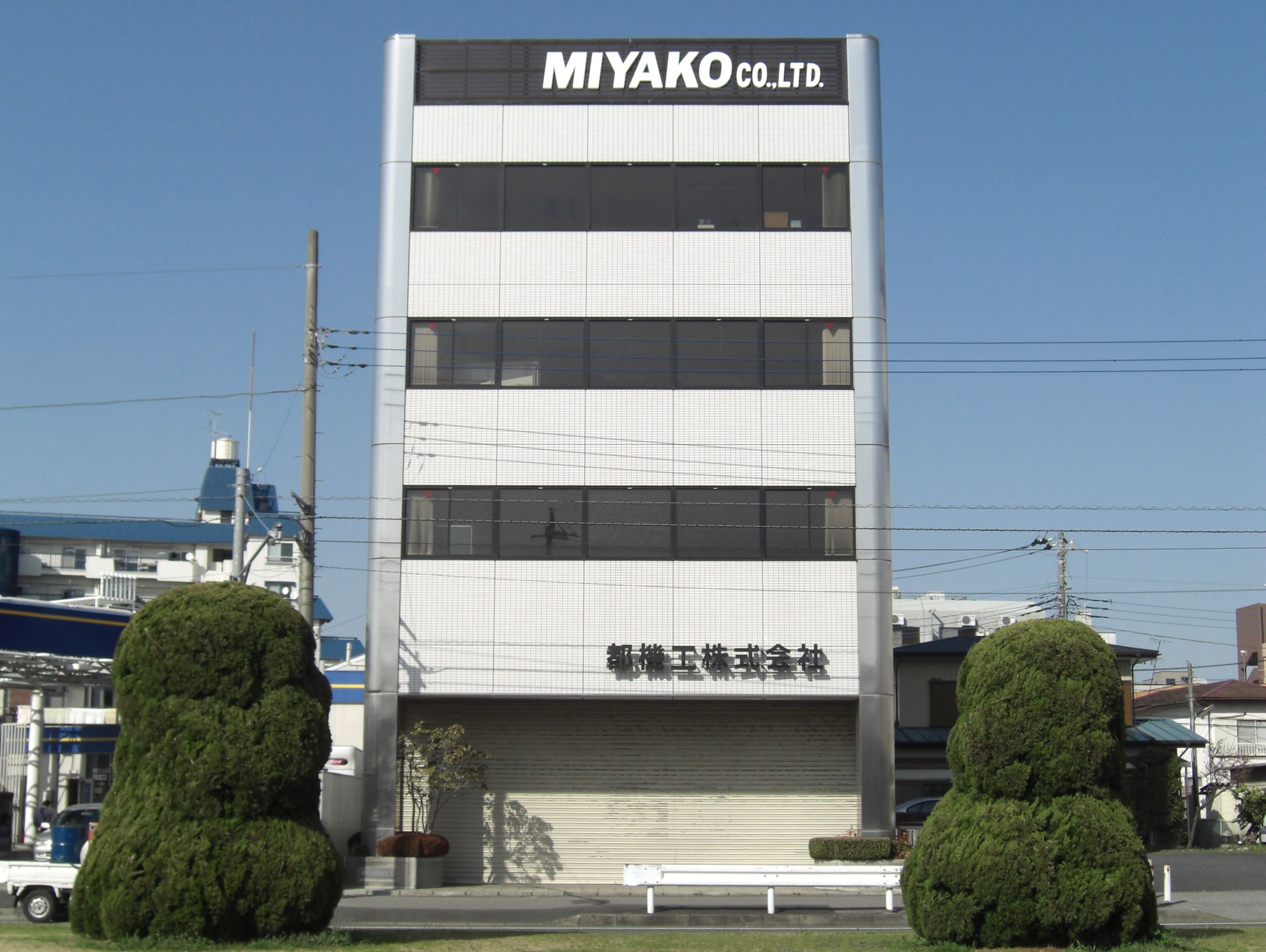
都機工本社

- 千葉県立松戸馬橋高等学校
- 東武ストア馬橋店
- 都機工本社

## バス路線
駅東口側は駅出口から少し離れている場所にバス乗り場がある。バス路線は南北方向の鉄道線に対して東西方向に伸びており、松戸市八ヶ崎・西馬橋・旭町・栄町西などからの連絡を担う。

### 東口（馬橋駅入口停留所）
京成バス千葉ウエストと松戸市ゆめいろバスの路線バスが発着する。駅東口構内（駅前広場）には乗り入れず、萬満寺の門前町にルーツを持つ馬橋市街地の一角にある転向場内に停留所がある。駅出口から370m（徒歩5分）も離れているが、トイレやベンチ、雨除け、テレビ付きの乗務員休憩室などを揃えており、かつての萬満寺脇の道路上に存在した頃に比べバス待ちの快適性を向上させ、経路短縮も図っている。ただし、松戸市ゆめいろバスは駅に近い「馬橋東口商店街」停留所にも停車する。
京成バス千葉ウエスト
- 7：常盤平駅北口行

松戸市ゆめいろバス（中和倉コース）
- 左回り・右回り：総合医療センター行

### 西口（馬橋駅西口停留所）
京成バス・京成バス千葉ウエストの路線バスが発着する。西口とつながる歩道橋の出入口前にある広場内に乗り場がある。改札口から徒歩1分程度。
京成バス
- 松72：松戸駅行

京成バス千葉ウエスト
- 6A：新松戸駅行

### 廃止された系統
新京成バスが4方面乗り入れていたが、1970年代以降、交通事情や周辺環境の変化により廃止されたり他路線への振替がなされている。
- 松戸新京成バス・新京成電鉄
  - 小金原線馬橋系統 貝の花方面行
  - 幸谷線 北小金駅行
  - 六和支線
- 京成電鉄
  - 新松戸線 新松戸駅行、日大歯科病院行
  - 浅草線
- 東武鉄道
  - 松戸線

## 並行区間など
当駅から新松戸駅（幸谷駅）までJR常磐線と流山線はほぼ並行する。同駅までの運賃は1997年3月31日までは普通旅客運賃が両者同額であった。その後3度の消費税率引き上げにより、JR線は引き上げ分とバリアフリー代の分が転嫁されて現在は「150円（ICカードは146円）」になる。また流山線については2019年10月1日に「120円から130円」に値上げ、その後2024年4月1日に再度値上げを実施し、現在の初乗りは「130円から140円」へ変更となる。
ただし、流山線は定期券ではJRより高くなる上、列車本数も日中毎時3本（20分間隔）に対し、JRは6本（10分間隔）と2倍の差をつけられており、この影響からかこの区間相互間の流山線利用は極めて少ない。
当駅から南流山駅へ向かうJR馬橋支線は全線「複線」扱いである。一部、単線のように見える部分があるが、その部分は当駅構内として扱われる。

## 隣の駅
東日本旅客鉄道（JR東日本）
 常磐線（各駅停車）
北松戸駅 (JL 23) - 馬橋駅 (JL 24) - 新松戸駅 (JL 25)
武蔵野線貨物支線（馬橋支線）
南流山駅 - 馬橋駅
流鉄
 流山線
馬橋駅(RN1) - 幸谷駅(RN2)

### 記事本文